# Lucien Servanty
Lucien Servanty (1909, París-7 de octubre de 1973, Toulouse) fue un ingeniero aeronáutico francés. Fue Ingénieur diplômé par l'État (DPE aéronautique 1943), también se graduó de la Ecole des Arts et Métiers.
Se incorporó a Breguet en 1937, y luego trabajó en la SNCASO, donde participó en el rediseño de las últimas variantes de la línea Bloch MB.150. Durante la Segunda Guerra Mundial, diseñó el SO.6000 Triton, el primer avión a reacción de Francia.
Lucien Servanty es probablemente más recordado hoy en día por ser uno de los principales ingenieros detrás del Concorde (el avión de uso general y público más rápido jamás construido).